# Butanone
La butanone (méthyl éthyl cétone ou éthyl méthyl cétone, MEC ou MEK en anglais) est une cétone généralement utilisée en tant que solvant. Il s'agit d'un liquide incolore qui possède une odeur piquante ressemblant à celle de l'acétone.

## Synthèse
Une des voies de synthèse de la butanone est l'oxydation du butan-2-ol en utilisant un catalyseur basé sur le cuivre, le zinc ou le bronze.
CH3CH(OH)CH2CH3 → CH3C(O)CH2CH3 + H2

## Utilisation
La butanone est utilisée en plasturgie comme solvant (plastiques ABS, gommes et résines).
Avec du polystyrène, elle forme une pâte ciment utilisée pour coller des pièces plastiques ensemble. La butanone est également très largement employée dans l'industrie des adhésifs.